# 危険準備金
保険会計において危険準備金(きけんじゅんびきん)とは、将来発生が見込まれるリスクに備え、責任準備金の1項目として積み立てるものである。

## 危険準備金の分類
危険準備金は、対応するリスクに応じて、以下の4つが存在する。
- 危険準備金Ⅰ：保険リスクに備えるもの
- 危険準備金Ⅱ：予定利率リスクに備えるもの
- 危険準備金Ⅲ：最低保証リスクに備えるもの
- 危険準備金Ⅳ：第三分野の保険リスクに備えるもの

## 積立・取崩
危険準備金の積立・取崩については、平成10年大蔵省告示第231号に定められている。